# Pete St. John
Pete St. John (Dublino, 31 gennaio 1932 – Dublino, 12 marzo 2022) è stato un cantautore folk irlandese, conosciuto principalmente per aver composto la celebre ballata Fields of Athenry.

## Biografia
Emigrato in gioventù in Canada, tornò negli anni settanta nella sua Dublino e iniziò qui a comporre musica. Le sue canzoni esprimono spesso nostalgia per l'Irlanda del passato, come nel caso di un'altra sua celebre canzone, Dublin in the Rare Ould Times, reinterpretata, tra gli altri, anche dai Flogging Molly.